# 유로비전 송 콘테스트 1974
유로비전 송 콘테스트 1974(EUROVISION SONG CONTEST 1974)는 영국 브라이튼에서 열린 제 19회 유로비전 송 콘테스트이다. 전의 18회 콘테스트에서 룩셈부르크가 우승하여 개최권을 획득하였으나, 2연속 개최에 따른 비용이 막대함을 이유로 들어 룩셈부르크는 영국과 협의, 영국이 개최하게 되었다. 이 대회에서 최초로 스웨덴이 우승을 획득하였다. 종전의 10점 만점 채점제에서 5점 만점제로 바뀌어, 아예 점수를 주지 않는 방식도 포함되었다. 그러나 점수폭이 작아지면서 논란이 일자 후의 대회에서는 방식이 철회된다.